# Het Nederlandsch magazijn: familiebibliotheek
Het Nederlandsch magazijn: familiebibliotheek was een tijdschrift dat tussen 1865 en 1885 werd uitgebracht in Nederland
Het Nederlandsch magazijn, ook Familiebibliotheek genoemd,verscheen voor het eerst in 1865. Het was een opvolger van eerder tijdschriften onder de titel Nederlandsch Magazijn, waarvan de eerste werd uitgebracht in 1834 onder de naam Nederlandsch magazijn ter verspreiding van algemeene en nuttige kundigheden. 
Het Nederlandsch magazijn was een tijdschrift voor een lage prijs voor een zo breed mogelijk publiek. Dit recept trok tot aan het einde van de negentiende eeuw veel lezers. Toen doken er nieuwe brede publieksbladen op, zoals Het leven en De prins der geïllustreerde bladen. Het Nederlandsch magazijn bevatte verhalen, gedichten, wetenswaardigheden, wetenschappelijke nieuwtjes en illustraties. De inhoud van het tijdschrift was afwisselend, zo verschenen er in 1868 in één jaargang een geïllustreerde reportage over jeugdgevangenissen in Frankrijk, een bijdrage over schedelleer, stukken uit het ‘dagboek van een student’, een verhaal over de jacht, een artikel over gaslicht en een sprookje van Hans Andersen. Fictie die in het tijdschrift werd gepubliceerd, was veelal van buitenlandse herkomst en werd vertaald in het Nederlands in het blad geplaatst.